# 新浜村 (愛媛県)
新浜村（しんはまむら）は愛媛県中予地方の和気郡のち温泉郡にあった村である。

## 沿革
- 1889年12月15日 - 町村制施行により旧和気郡新浜村に古三津村の一部が合併し新制和気郡新浜村として発足。
- 1892年5月1日 - 伊予鉄道高浜 - 三津間が開業。
- 1894年7月 - 高浜築港期成同盟会を結成[1]。
- 1897年4月1日 - 和気郡の温泉郡への編入に伴い温泉郡新浜村となる。
- 1906年9月12日 - 高浜港開港式を挙行[1]。
- 1911年1月 - 村役場が梅津寺古和田に移転[2]。
- 1918年5月5日 - 白石ノ鼻沖で石崎汽船の第四相生丸が沈没、修学旅行帰りの小学生ら50名死亡[3][4]。
- 1931年5月1日 - 伊予鉄道高浜線電化完成。
- 1937年6月1日 - 温泉郡三津浜町に編入され消滅。

## 教育
- 新浜尋常高等小学校

## 交通

### 海運
- 高浜港

### 鉄道
- 伊予鉄道高浜線
高浜駅 - 梅津寺駅 - 港山駅

### 航空
- 梅津寺飛行場（1929年8月開場）[5]

## 名所・旧跡
- 港山城跡
- 四十島
- 梅津寺公園（1935年開園）

## 出身・ゆかりのある人物
- 黒田政一 - 三津浜町長、松山市長